# Julie Gibson
Julie Gibson (született Gladys Camille Sorey) (Lewiston, Idaho, 1913. szeptember 9. – Los Angeles, Kalifornia, 2019. október 2.) amerikai színésznő, énekesnő.

## Filmjei
Mozifilmek
- Asszony akarok lenni (Nice Girl?) (1941)
- The Feminine Touch (1941)
- Here We Go Again (1942)
- Let's Face It (1943)
- And the Angels Sing (1944)
- Magam útját járom! (Going My Way) (1944)
- The Contender (1944)
- Üdv a győztesnek (Hail the Conquering Hero) (1944)
- Hi, Beautiful (1944)
- Practically Yours (1944)
- Az óra (The Clock) (1945)
- Duffy's Tavern (1945)
- Chick Carter, Detective (1946)
- Killer Dill (1947)
- Bowery Buckaroos (1947)
- Are You with It? (1948)
- Blonde Ice (1948)
- Badmen of Tombstone (1949)
- Afrika kincse (Beat the Devil) (1953)
- Street of Darkness (1958)

Tv-filmek és sorozatok
- Paris Cavalcade of Fashions (1948, tv-sorozat)
- The 20th Century-Fox Hour (1956, egy epizódban)
- The Ford Television Theatre (1956, egy epizódban)
- Code 3 (1957, egy epizódban)
- The Awakening Land (1978, tv-film)